# Isoetes pedersenii
Isoetes pedersenii är en kärlväxtart som beskrevs av Hans Peter Fuchs, E.I.Meza och Macluf. Isoetes pedersenii ingår i släktet braxengräs, och familjen Isoetaceae. Inga underarter finns listade i Catalogue of Life.